# Susanne Lundmark
Susanne Lundmark (* im 20. Jahrhundert) ist eine ehemalige schwedische Fußballspielerin.

## Karriere

### Vereine
Lundmark spielte zuletzt im Seniorinnenbereich für den in Skellefteå in der gleichnamigen Kommune in der Provinz Västerbotten ansässigen Sunnanå SK Fußball. Mit der Mannschaft gewann sie zweimal die Meisterschaft und einmal den Svenska Cupen, den nationalen Vereinspokal.

### Nationalmannschaft
Lundmark bestritt für die Nationalmannschaft elf Länderspiele, sechs bei ihren drei Teilnahmen am Turnier um die Nordische Meisterschaft 1976, 1978 und 1980 und fünf in Freundschaft ausgetragene. Ihr Debüt gab sie am 12. Juni 1976 in Kallhäll mit Einwechslung für Ann-Kristin Lindqvist ab der 43. Minute im Freundschaftsspiel gegen die Nationalmannschaft Finnlands, die mit 2:1 den einzigen Sieg (bis heute) über ihre Nationalmannschaft davontrug. Ihre weiteren vier Freundschaftsspiele fanden am 21. Oktober 1978 in Gossau (7:1 vs. Schweiz), 28. Juni 1980 in Skellefteå (2:2 vs. Frankreich), 17. September 1980 in Leicester (1:1 vs. England) und am 25. April 1981 in Zweeloo (1:2 vs. Niederlande) statt, zugleich ihr letztes Länderspiel. Ihr einziges Länderspieltor gelang ihr am 13. Juli 1980 im letzten Spiel im Turnier um die Nordische Meisterschaft beim 2:2-Unentschieden gegen die Nationalmannschaft Dänemarks in Göteborg mit dem Treffer zum 1:1 in der 26. Minute. Dank des hohen Sieges gegen die Nationalmannschaft Finnlands wurde das Turnier mit einer um drei Tore besseren Tordifferenz gegenüber der punktgleichen Nationalmannschaft Dänemarks gewonnen.

## Erfolge
Nationalmannschaft
- Nordischer Meister 1978, 1980

Sunnanå SK
- Schwedischer Meister 1980, 1982
- Schwedischer Pokal-Sieger 1983